# Shansisuchus
Shansisuchus is een geslacht van uitgestorven basale archosauriërs uit de familie Erythrosuchidae en de enige soort uit het geslacht Shansisuchus.

## Beschrijving
Deze soort had een lengte van tweehonderdtwintig tot driehonderd centimeter en was stevig gebouwd met een grote kop en krachtige kaken. Ondanks zijn lengte had Shansisuchus geen plompe vorm, maar een tamelijk smal lichaam. In het water was hij een snelle zwemmer, die zich slingerend voortbewoog. Zijn kaken, die grijptanden aan de voorkant en scherpe tanden aan de achterkant hadden, stelden hem in staat om vissen en kleine gewervelde dieren te vangen in de wateren en poelen van China.

## Voeding
Grote dicynodonten als Sinokannemeyeria vormden de voornaamste prooi van Shansisuchus.

## Fossielen
De fossiele resten van Shansisuchus zijn gevonden in de Chinese Ermayingformatie in de provincie Shaanxi en dateren uit het tijdvak Olenekien van het Vroeg-Trias. Grote dicynodonten als Sinokannemeyeria vormden de voornaamste prooi van Shansisuchus.